# スタッフ (バンド)
スタッフ（Stuff）は、1970年代後半から1980年代前半にかけて活動した、アメリカのフュージョン・バンドである。

## キャリア
結成時のメンバーは、リーダーのゴードン・エドワーズ（ベース）、コーネル・デュプリー（ギター）、エリック・ゲイル（ギター）、リチャード・ティー（キーボード）、スティーヴ・ガッド（ドラム）、クリストファー・パーカー（ドラム）の6人である。
メンバーは皆ニューヨークを中心に活動していたスタジオ・ミュージシャンであり、スタッフは1970年代後半のフュージョン・ブームに乗った形になった。コーネル・デュプリーはすでにスタッフ結成以前からかなりの実績があり、例えばブルック・ベントンの「雨のジョージア」(1970年)でのソウルフルなギター演奏や、キング・カーティスの「ライブ・アット・フィルモア・ウエスト」(1971年)、ダニー・ハサウェイの「ライブ」(1972年)への参加で高い評価を得ていた。スティーヴ・ガッドはハービー・マンの「ハイジャック」他での演奏で知られていた。スティーヴ・ガッドとゴードン・エドワーズは、意外にも音楽性が異なるジェームス・ブラウンのアルバムにも、ゲスト出演したことがあった。
音楽性は、ジャズ、ソウルその他のジャンルを混合したものであり、ザ・クルセイダーズやスパイロ・ジャイラ、ジョージ・ベンソン、リー・リトナー、ラリー・カールトンらと同様、「フュージョン」ジャンルの中で評価された。演奏は、フュージョン・バンドらしい優れた技巧を使用したものである。
1960年代半ば、ゴードン・エドワーズが結成したセッション・バンド「エンサイクロペディア・オブ・ソウル」が母体となる。1970年代に入ると彼らはニューヨークのクラブ、ミケールズ（Mikell's）で演奏を繰り広げ、人気バンドとなる。またコーネル・デュプリーとリチャード・ティーはサックス奏者キング・カーティスのバンド、ザ・キングピンズとして活動していた。このクラブに出入りしていた他のメンバーもバンドに参加するなど、メンバーは流動的だったが、1970年代半ばにはメンバーは固定され始めていた。ドラムのクリストファー・パーカーは1970年代前半から「エンサイクロペディア・オブ・ソウル」に参加していたが、彼がブレッカー・ブラザーズのツアーで、ゴードンとのライブに参加できなくなり、クリスがスティーヴ・ガッドを紹介。クリスの身が空いてからは、コーネル・デュプリーの案でツイン・ドラムの編成となった。
1975年にヴァン・マッコイの大ヒット曲「ハッスル」に6人のメンバーのうち4人が参加し、バンドとしてアルバムを発売する機運が高まった。1970年代後半にジョー・コッカーのアルバム制作にクリストファー・パーカーを除くメンバーが起用されており、アルバム『スティングレイ』にはほぼ方向性を定めたスタッフの演奏を聴くことができる。バンドは、1976年にスイスのモントルー・ジャズ・フェスティヴァルに出演した。また、トミー・リピューマとハーブ・ロヴェルをプロデューサーに迎え、ワーナー・ブラザース・レコードより『スタッフ!!』Stuff (1976年)でレコード・デビューしている。時代はフュージョン・ブームの真っ只中であり、アルバム『スタッフ!!』は好評だった。しかし、アメリカやヨーロッパでは、期待されたほどのヒットにはならなかった。
1977年にスタッフは、ヴァン・マッコイとチャーリー・チップス、スタッフの共同プロデュースでアルバム『モア・スタッフ』を、1978年にスティーヴ・クロッパーのプロデュースで『スタッフ・イット』をリリースした。
1978年に行われた、東京郵便貯金ホールでのライブは、『ライヴ・スタッフ』としてアルバム化された。なお、クリス・パーカーは急病のため、参加できなかった。
1980年には、彼らの拠点であるミケールズでのライブ・アルバム『イン・ニューヨーク』が発売される。
その後は、各メンバーがソロ活動などで多忙になったため、空中分解する。
その後、メンバーのスティーヴ・ガッドを中心にコーネル・デュプリー、リチャード・ティーらにより、ガッド・ギャング（Gadd Gang）が結成された。
1993年にリチャード・ティーが前立腺癌のため死去。ゴードン・エドワーズは追悼の意も込めて、バンドを再結成、ジェイムス・アレン・スミスをキーボーディストとして迎えアルバム『メイド・イン・アメリカ』をリリースした。
翌1994年には、エリック・ゲイルが肺ガンのため死去した。
ゴードン・エドワーズはバンド名を「スタッフ2」に変更し、ライブを中心に活動し続けた。2001年に、スタッフ名義でアルバム『ナウ!』をリリースしている。
2011年には、コーネル・デュプリーが肺気腫のため死去した。
ファースト・アルバムの「いとしの貴女 (My Sweetness)」はNHK-FMの音楽番組『軽音楽をあなたに』のテーマ曲として使用された。

## ディスコグラフィ

### アルバム
- 『スタッフ!!』 - Stuff (1976年)
- 『モア・スタッフ』 - More Stuff (1977年)
- 『スタッフ・イット』 - Stuff It (1978年)
- 『ライヴ・スタッフ』 - Live Stuff (1978年) ※東京でのライブ録音
- 『イン・ニューヨーク』 - Live in New York (1980年) ※ニューヨークでのライブ録音
- 『メイド・イン・アメリカ』 - Made in America (1993年)
- 『ナウ!』 - Now (2001年)
- 『ライヴ・アット・モントルー 1976』 - Live at Montreux 1976 (2007年) ※1976年、モントルーでのライブ録音
- 『ローリング・ココナツ・レビュー・ジャパン・コンサート 1977』 - Rolling Coconut Revue Japan Concert 1977 (2020年) ※1977年4月10日、東京晴海の国際見本市会場でのライブ録音

### DVD
- 『ライヴ・アット・モントルー 1976』 - Live at Montreux 1976 (2007年)